# Рогачёво (Вологодская область)
Рогачёво — деревня в Вологодском районе Вологодской области.
Входит в состав Марковского сельского поселения, с точки зрения административно-территориального деления — в Марковский сельсовет.
Расстояние по автодороге до районного центра Вологды — 28,5 км, до центра муниципального образования Васильевского — 6,5 км. Ближайшие населённые пункты — Глушица, Захарово, Долгово, Спасс, Ивановка.
По переписи 2002 года население — 5 человек.